# Тисячоліття Росії (пам'ятник)
Пам'ятник «Тисячолі́ття Росі́ї» — монумент, споруджений у Великому Новгороді в 1862 році на честь тисячолітнього ювілею легендарного покликання варягів на Русь. Автори проєкту пам'ятника — скульптори Михайло Микешин, Іван Шредер і архітектор Віктор Гартман. Пам'ятник поставлено в новгородському дитинці, навпроти Софійського собору і колишньої будівлі Присутніх місць.

## Композиція
Пам'ятник являє собою гігантську кулю-державу на дзвоноподібному постаменті; загальні обриси монумента також дзвоновидні (за деякими припущеннями, був покликаний «благовестить потомкам о героическом прошлом России»). Навколо держави встановлено шість скульптурних груп. Загальна висота пам'ятника 15,7 м (висота п'єдесталу — 6 м, висота фігур — 3,3 м; хреста на державі — 3 м).
Діаметр гранітного постаменту — 9 м; кулі-держави — 4 м; окружності горельефа — 26,5 м. Вага металу пам'ятника — 100 тонн, вага бронзового литва — 65,5 тонни (куля-держава — 400 пудів; колосальних фігур — 150 пудів; хрест на кулі — 28 пудів).
Всього пам'ятник містить 128 фігур. Скульптурні зображення діляться на три рівні:
1) Група з двох фігур — ангела з хрестом в руці (уособлення православної церкви) і колінопреклонної жінки (уособлення Росії). Встановлено ця група вгорі на державі (емблема царської влади), вінчаючи композицію. Держава прикрашена рельєфним орнаментом із хрестів (символ єднання церкви і самодержавства) і оперезана написом: «Свершившемуся тысячелѣтію государства Россійскаго въ благополучное царствованіе императора Александра ІІго лѣта 1862».
2) Середню частину пам'ятника займають 17 фігур (т. зв. «Колосальні фігури»), що групуються в шість скульптурних груп навколо кулі-держави, що символізують різні періоди історії Російської держави (згідно з офіційною історіографією того часу). Кожна група орієнтована на певну частину світу, що має символічний сенс і показує роль кожного государя в зміцненні певних рубежів держави.
3) У нижній частині монумента розташований фриз, на якому вміщені горельєфи 109 історичних діячів, втілюючи ідею опори самодержавної влади на суспільство в особі його найславетніших представників. Усередині кожного розділу персони розташовані згідно з позицією на пам'ятнику зліва направо.